# Дамоклоїд
Дамокло́їди — малі планети Сонячної системи, які мають орбіти, подібні до орбіт комет (великий ексцентриситет і значний нахил до площини екліптики), але які не виявляють кометної активності (у вигляді коми або кометного хвоста).
Свою назву дамоклоїди отримали від першого представника тіл цього класу — Дамокла. Дамоклоїди мають порівняно невеликі розміри — найбільший серед відомих дамоклоїдів - 2002 XU93, має діаметр 72 км, а їх середній діаметр становить 8 км[джерело?]. Станом на літо 2007 року було відомо понад 36 дамоклоїдів. Внаслідок великих ексцентриситетів їхні орбіти дуже витягнуті, в афелії вони перебувають далі Урана (аж до 571,7 а. о. у 1996 PW), а в перигелії — ближче Юпітера, а іноді — і ближче Марса.
Вважається, що дамоклоїди - це ядра комет типу Галлея, які утворилися в хмарі Оорта і з часом втратили свої леткі речовини.